# 신의초등학교 상태분교
신의초등학교 상태분교는 대한민국 전라남도 신안군 신의면 상태서리에 있었던 초등학교이다.

## 연혁
- 1941년 5월 6일 상태국민학교 개교
- 1960년 4월 1일 상태국민학교 기도분교 개교
- 1967년 4월 1일 상태국민학교, 기도분교 도서벽지학교 '갑'급 지정
- 1968년 4월 23일 상태국민학교 송도분실 개설 및 도서벽지학교 '갑'급 지정
- 1971년 12월 31일 송도분실 폐실
- 1986년 1월 1일 상태국민학교 도서벽지학교 '나'급 조정, 기도분교 도서벽지학교 '가'급 조정
- 1996년 3월 1일 상태초등학교 개칭
- 1999년 9월 1일 신의초등학교 상태분교장 격하 편입, 기도분교장 이관
- 2001년 1월 1일 도서벽지학교 '다'급 조정
- 2004년 3월 1일 폐교 및 신의초등학교 통폐합